# Eslām Qalʿeh
Eslām Qalʿeh, Eslam Qaleh, Eslam Qala o Islam Qala es una ciudad de Afganistán. Su ubicación geográfica está en las coordenadas 34° 67' norte y 61°7′ E.
Pertenece a la provincia de Herat.
Su población es de 18.647 habitantes (2007).